# Campeonato Europeu de Futsal Feminino de 2019
O Campeonato Europeu de Futsal Feminino de 2019, foi a primeira edição do Campeonato Europeu de Futsal Feminino, campeonato bianual de seleções europeias de organizado pela União das Associações Europeias de Futebol (UEFA).
A Espanha conquistou o título e se tornou a primeira campeã da competição.

## Qualificação
As seguintes equipes se classificaram para o torneio final.
| País     | Método de qualificação | Data de qualificação   |
| -------- | ---------------------- | ---------------------- |
| Portugal | Vencedor do Grupo 4    | 14 de setembro de 2018 |
| Espanha  | Vencedor do Grupo 1    | 15 de setembro de 2018 |
| Rússia   | Vencedor do Grupo 2    | 15 de setembro de 2018 |
| Ucrânia  | Vencedor do Grupo 3    | 15 de setembro de 2018 |

### Sorteio final
O sorteio da fase final foi realizado no dia 9 de dezembro de 2018, às 12h30 WET (UTC±0), na Casa Branca de Gramido em Valbom, Portugal. As quatro equipes foram sorteadas para duas semifinais sem nenhuma restrição.

## Candidatura e local
Os anfitriões do torneio final foram selecionados entre as quatro equipes qualificadas. A candidatura de Portugal foi selecionada pelo Comitê Executivo da UEFA de 27 de setembro de 2018, no qual venceu a Espanha na disputa.
A fase final foi disputada no Multiusos de Gondomar, em Gondomar na Área Metropolitana do Porto, que anteriormente recebeu a fase final do Campeonato Europeu de Futsal de 2007.

## Resultados
Nas semifinais e na final, a prorrogação e os pênaltis são usados para decidir o vencedor, caso necessário; no entanto, nenhum tempo extra é usado na partida do terceiro lugar (artigo 16.02 e 16.03 do regulamento).

### Esquema
|  | Semifinais                 | Semifinais                 |   |                            | Final                      | Final |  |
|  |                            |                            |   |                            |                            |       |  |
|  | 15 de fevereiro – Gondomar |                            |   |                            |                            |       |  |
|  | Rússia                     | 0                          |   |                            |                            |       |  |
|  | Espanha                    | 5                          |   |                            |                            |       |  |
|  |                            |                            |   |                            |                            |       |  |
|  |                            |                            |   |                            | 17 de fevereiro – Gondomar |       |  |
|  |                            |                            |   |                            | Espanha                    | 4     |  |
|  |                            | Portugal                   | 0 |                            |                            |       |  |
|  |                            |                            |   |                            |                            |       |  |
|  |                            |                            |   |                            |                            |       |  |
|  |                            |                            |   |                            | Terceiro lugar             |       |  |
|  | 15 de fevereiro – Gondomar | 15 de fevereiro – Gondomar |   | 17 de fevereiro – Gondomar | 17 de fevereiro – Gondomar |       |  |
|  | Ucrânia                    | 1                          |   | Rússia (pen)               | 2 (3)                      |       |  |
|  | Portugal                   | 5                          |   |                            | Ucrânia                    | 2 (2) |  |

Todos os horários são locais, CET (UTC+1), conforme listado pela UEFA (os horários locais estão entre parênteses).

### Semifinais
| 15 de fevereiro   | Rússia | 0 – 5     | Espanha                                                        | Multiusos de Gondomar, Gondomar           |
| 20:00 19:00 (WET) |        | Relatório | Sotelo 17' · Romero 19', 25' · Gómez González 22' · Samper 37' | Árbitro: Gelareh Nazemideylami Zari Fathi |

| 15 de fevereiro   | Ucrânia       | 1 – 5     | Portugal                                                  | Multiusos de Gondomar, Gondomar                 |
| 22:45 21:45 (WET) | Sydorenko 21' | Relatório | Janice Silva 13', 38' · Fifó 27', 39' · Carla Vanessa 32' | Árbitro: Irina Velikanova Raquel Gonzalez Ruano |

### Disputa de terceiro lugar
| 17 de fevereiro   | Rússia                     | 2 – 2     | Ucrânia                                | Multiusos de Gondomar, Gondomar           |
| 17:00 16:00 (WET) | Danilova 8' · Lebedeva 14' | Relatório | Volovenko 17' (pen) · Tytova 28' (pen) | Árbitro: Raquel Gonzalez Ruano Zari Fathi |

|                          |       | Penalidades                |  |
| Filisova Chernova Olkova | 3 − 2 | Dubytska Volovenko Forsiuk |  |

### Final
| 17 de fevereiro   | Espanha                                      | 4 – 0     | Portugal | Multiusos de Gondomar, Gondomar         |
| 19:30 18:30 (WET) | Mayte 3' · Anita 5' · Romero 9' · Sotelo 35' | Relatório |          | Árbitro: Chiara Perona Irina Velikanova |

## Transmissão
A lista a seguir são das emissoras que tem os direitos do torneio final.
Nações participantes
| País                 | Emissora |
| -------------------- | -------- |
| Portugal (Anfitrião) | RTP      |
| Espanha              | RFEF TV  |
| Rússia               | Match TV |
| Ucrânia              | XSPORT   |

Outros países
| País/Região | Emissora                                                      |
| --- | ------------------------------------------------------------- |
| Internacional (mercados não vendidos) | YouTube                                                       |
| Bósnia e Herzegovina · Croácia · Eslovênia · Macedônia do Norte · Montenegro · Sérvia | Sport Klub                                                    |
| China | CCTV                                                          |
| Argentina · Bolívia · Chile · Colômbia · Costa Rica · El Salvador · Equador · Guatemala · Honduras · México · Nicarágua · Panamá · Paraguai · Peru · Porto Rico · República Dominicana · Uruguai · Venezuela                                       | ESPN Univision Deportes (somente Estados Unidos e Porto Rico) |
| Estados Unidos | ESPN Univision Deportes (somente Estados Unidos e Porto Rico) |
| Arábia Saudita · Argélia · Bahrein · Catar · Chade · Comores · Djibuti · Egito · Emirados Árabes Unidos · Iêmen · Irão · Iraque · Jordânia · Kuwait · Líbano · Líbia · Mauritânia · Marrocos · Omã · Palestina · Síria · Somália · Sudão · Tunísia | BeIN Sports                                                   |